# Dasylophia
Dasylophia is een geslacht van vlinders van de familie tandvlinders (Notodontidae).

## Soorten
- D. abbreviata Schaus, 1901
- D. abnormis Schaus, 1906
- D. anguina Abbot & Smith, 1797
- D. angustipennis Schaus, 1911
- D. bigeminata Dyar, 1926
- D. blaizea Schaus, 1928
- D. colimata Dyar, 1925
- D. dognini Draudt, 1932
- D. eminens Schaus, 1921
- D. franzina Schaus, 1901
- D. goraxa Schaus, 1921
- D. grenadensis Schaus, 1901
- D. guarana Schaus, 1892
- D. improvisa Dognin, 1923
- D. inca Schaus, 1892
- D. ineminensis Dyar
- D. jaliscana Schaus, 1901
- D. ligea Dognin, 1910
- D. limbata Dognin, 1901
- D. lucia Schaus, 1901
- D. lupia Druce, 1887
- D. maxtla Schaus, 1892

- D. mocosa Dognin, 1895
- D. obscura Dognin, 1911
- D. osmophora Draudt, 1932
- D. placida Schaus, 1911
- D. riparia Druce, 1906
- D. robusta Jones, 1908
- D. rufitincta Dyar, 1913
- D. russula Dognin, 1909
- D. terrena Schaus, 1892
- D. thyatiroides Walker, 1862
- D. wellingi Thiaucourt, 1975
- D. xylinata Walker, 1865